# آسپرینگ
آسپرینگ (به انگلیسی: Ospringe) یک محله مدنی و روستا در بریتانیا است که در Swale واقع شده‌است. آسپرینگ ۷۱۵ نفر جمعیت دارد.